# Gojira Minira Gabara - All kaijū dai shingeki
Gojira Minira Gabara - All kaijū dai shingeki (ゴジラ・ミニラ・ガバラ オール怪獣大進撃?, Gojira Minira Gabara Ōru kaijū dai shingeki, lett. "Godzilla, Minilla, Gabara - La grande carica di tutti i mostri") è un film del 1969 diretto da Ishirō Honda, scritto da Schinichi Sekizawa e prodotto da Tomoyuki Tanaka. Il film, che è stato prodotto e distribuito da Toho Co., Ltd, è la decima pellicola della serie Godzilla e presenta i mostri Godzilla, Minilla e Gabara. Il film ha come protagonisti Tomonori Yazaki (Ichiro), Kenji Sahara (Kenichi) e Hideyo Amamoto (Shinpei), con effetti speciali curati da Honda stesso e Teruyoshi Nakano e presenta Haruo Nakajima nel ruolo di Godzilla, "Little Man" Machan nel ruolo di Minilla e Yasuhiko Kakuyuki nel ruolo di Gabara.
Gojira Minira Gabara - All kaijū dai shingeki è stato proiettato nei cinema giapponesi a partire dal 20 dicembre 1969 e successivamente negli Stati Uniti nel 1971 da Maron Films con il titolo di Godzilla's Revenge e risulta inedito in Italia. Il film ha ricevuto critiche negative per il suo tono, i suoi personaggi, l'uso di flashback e scene di repertorio da film precedenti e molti critici e spettatori lo considerano retrospettivamente uno dei peggiori film della serie. Ciononostante Honda finì per considerarlo uno dei suoi capitoli preferiti della serie.
Il film tratta di un problema molto diffuso nei paesi industriali di quegli anni, ovvero i bambini e ragazzi che si trovavano a passare buona parte del tempo a casa non supervisionati, in inglese "latchkey kids". Il termine, che significa letteralmente "bambino chiave", si origina probabilmente in Canada nel 1942 e viene usato per la prima volta in una trasmissione della CBC Radio. Questi bambini tornavano da scuola trovando la propria abitazione vuota a causa degli impegni lavorativi dei genitori, e si trovavano a dover passare buona parte dei propri anni di formazione senza guida genitoriale.

## Trama
Ichiro Miki è un bambino dell'inquinata città di Kawasaki, dalla grande immaginazione e che si trova a passare la maggior parte del tempo che spende a casa in solitudine per via degli orari di lavoro imposti alla madre. Ogni giorno Ichiro torna da scuola in una casa vuota. I suoi unici amici sono un giocattolaio di nome Shinpei Minami e una giovane ragazza chiamata Sachiko. Fuori da scuola Ichiro è tormentato da una banda di bulli guidata da un bambino di nome Sanko Gabara. Per sfuggire alla solitudine Ichiro si rifugia nei sogni, immaginando di visitare L'Isola dei Mostri. Durante la sua visita assiste a una battaglia tra Godzilla e tre Kamacuras, delle gigantesche mantidi religiose, che vengono sconfitte senza grandi difficoltà. Ichiro è poi inseguito da una Kamacuras fino a precipitare in una caverna, sfuggendo quindi al mostro. Di lì a poco Ichiro viene soccorso da Minilla. Ichiro quindi apprende che per coincidenza anche Minilla ha problemi con dei bulli, dato che viene perseguitato da un mostro conosciuto con il nome di Gabara.
Il sogno del bambino viene però interrotto da Shinpei che lo informa dell'ennesimo ritardo di sua madre, costretta a lavorare fino a tardi. Ichiro esce quindi a giocare ma viene spaventato dal gruppetto di bulli che lo tormenta e nella fuga trova e si mette ad esplorare una fabbrica abbandonata. Al suo interno scopre dei componenti elettronici, un paio di cuffie e un portafoglio contenente una patente. Ichiro decide quindi di allontanarsi, dopo aver sentito delle sirene nelle vicinanze. Dopo che Ichiro è uscito dalla fabbrica abbandonata, due rapinatori di banche che stanno usando il luogo come nascondiglio scoprono che Ichiro ha trovato la patente di uno dei due e decidono di seguirlo con l'obiettivo di rapirlo.
Successivamente, dopo la sua cena sukiyaki con Shinpei, Ichiro sogna nuovamente di riunirsi con Minilla. Insieme osservano Godzilla combattere contro Ebirah, Kumonga, un condor gigante e alcuni jet ostili. D'un tratto, durante i combattimenti di Godzilla, Gabara compare e Minilla è costretto ad affrontarlo. Dopo uno scontro impari Minilla scappa in preda alla paura. Godzilla torna da Minilla per isegnargli come si combatte e come usare il proprio raggio atomico. Ichiro viene però improvvisamente svegliato dai due rapinatori ed è preso ostaggio per negoziare con la polizia.
Sopraffatto dalla paura e sotto la stretta sorveglianza dei rapinatori, Ichiro chiede aiuto a Minilla e si addormenta nuovamente. Nel nuovo sogno assiste a un nuovo combattimento tra Gabara e Minilla, dove il secondo sta ancora avendo la peggio. Infine Ichiro aiuta Minilla a reagire contro Gabara e a vincere lo scontro, scaraventando il bullo in aria usando un tronco come un saliscendi. Godzilla, che era in zona ad assistere alla battaglia, si avvicina per congratularsi con Minilla per la sua vittoria, ma viene aggredito da un Gabara in cerca di vendetta. Godzilla lo batte con facilità e una volta per tutte. Attraverso le esperienze vissute in sogno, Ichiro impara come affrontare le proprie paure e reagire, trovando il coraggio di sconfiggere i ladri in tempo per farli arrestare dalla polizia. Il giorno successivo Ichiro affronta la banda di bulli che lo perseguita e ne esce vincitore, riacquistando il suo orgoglio e fiducia in se stesso.

## Produzione
Per via dei limiti imposti dal budget Gojira Minira Gabara - All kaijū dai shingeki contiene un elevato uso di scene di repertorio proveniente da Il ritorno di Godzilla, Il Figlio di Godzilla, King Kong - il Gigante della Foresta e Gli Eredi di King Kong. I produttori riutilizzarono inoltre lo stesso costume di Godzilla utilizzato in Gli Eredi di King Kong. Nonostante sia inserito nei riconoscimenti del film come direttore degli effetti speciali, Eiji Tsuburaya non fu attivamente coinvolto nella produzione del film perché impegnato nel progetto Nascita delle Isole Giapponesi. Il regista Ishirō Honda diresse le scene svolte con attori non in costume ma anche le scene di effetti speciali, con l'assistenza di Teruyoshi Nakano che all'epoca era il primo assistente al direttore degli effetti speciali. Honda ha successivamente confermato che i crediti per gli effetti speciali furono attribuiti a Tsuburaya per rispetto nei suoi confronti e che il motivo del suo non coinvolgimento furono i limiti di budget e di tempo per la produzione del film. Tutte le scene furono riprese nello stesso studio, mentre solitamente si usava uno studio dedicato per le scene con effetti speciali.

## Distribuzione
Gojira Minira Gabara - All kaijū dai shingeki venne rilasciato nei cinema giapponesi, dove fu distribuito da Toho, il 20 dicembre 1969. Il film fu il primo "Toho Champion Matsuri", un programma simile a un festival che includeva cortometraggi e lungometraggi.
Il film fu proiettato in anteprima con il titolo Minya, Son of Godzilla negli Stati Uniti. La versione che fu poi distribuita degli States in edizione doppiata nel 1971 venne ulteriormente editata e intitolata Godzilla's Revenge. Questa versione del film fu distribuita da Maron Films sotto forma di doppio spettacolo insieme a Demoni di fuoco.
In Italia Gojira Minira Gabara - All kaijū dai shingeki è talvolta confuso con la riedizione de Il figlio di Godzilla intitolata in Italia Il ritorno di Gorgo. È anche citato in alcuni saggi cinematografici italiani come La vendetta di Godzilla.

### Home video
Il film venne rilasciato in home video negli Stati Uniti nel 2007 insieme alla versione giapponese originale.
Nel 2019 la versione giapponese venne inclusa nella collezione Blu-ray rilasciata da The Criterion Collection, che include tutti i 15 film dell'era Showa della serie.

## Accoglienza
Il film è generalmente considerato da fan e critici come uno dei peggiori film di Godzilla: in molti criticano tono, personaggi e il pesante uso di scene di repertorio. Sull'aggregatore di recensioni Rotten Tomatoes il film ha un indice di gradimento del 29%, basato su 7 recensioni di critici.
Anthony Gramuglia e Nicholas Raymond di Screen Rant hanno entrambi nominato Gojira Minira Gabara - All kaijū dai shingeki il peggior film di Godzilla. Gramuglia lo ha definito un film "decisamente doloroso" e Raymond "universalmente disprezzato dai fan, con buone ragioni"..
Matthew Jackson di Looper.com lo ha valutato come uno dei peggiori film di Godzilla, criticandone l'uso di scene di repertorio, riferendosi a Minilla come "fastidioso" e scrivendo che "non c'è nulla di necessariamente sbagliato con la premessa, ma l'esecuzione lascia molto a desiderare".
Jacob Knight di /Film lo ha valutato come il 27° miglior film di Godzilla su 31, scrivendo che "Mentre è universalmente accettato dagli appassionati che Godzilla's Revenge sia il peggior film di Godzilla, c'è un audace elemento di 'so bad it's good' nel processo che lo rende guardabile all'infinito". Patrick Galvan di Syfy Wire ha difeso il film chiamandolo "un piccolo e dolce film e uno degli sforzi più sinceri di Ishirō Honda nella serie. Una gemma significativa che tratta di questioni serie — molte delle quali ancora rilevanti al giorno d'oggi — e che fornisce spunti di riflessione mentre intrattiene il pubblico a cui è diretto". Honda ha definito il film "uno dei miei preferiti".